# Podložka do sešitu

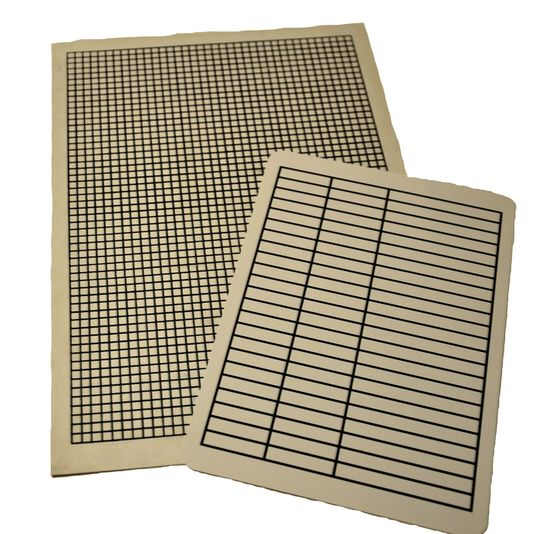
Podložka ve formátu A4 a A5

Podložka do sešitu, hovorově lenoch, je pomůcka sloužící k jednoduššímu psaní do nelinkovaných sešitů. Jsou na ní obvykle vytištěny linky nebo čtverečky, které pomáhají psát rovně. 
Linky nebo čtverečky jsou vytištěny na tvrdém, laminovaném papíře. Vyrábí se v mnoha formátech, např. A4 nebo A5.  Linky mohou mít různé velikosti. Používá se většinou ve školách.